# Christuskirche (Wiesdorf)

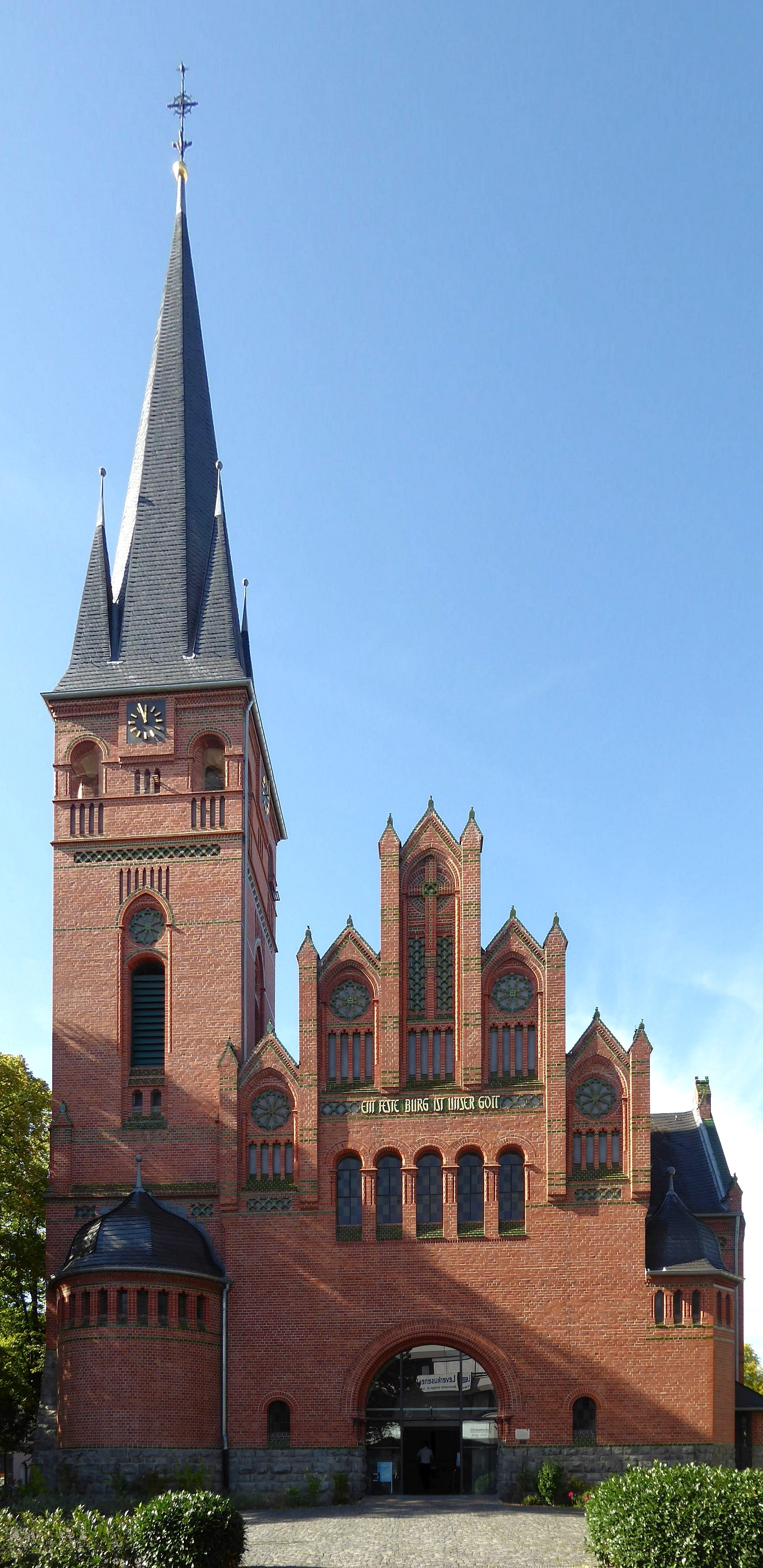
Christuskirche Leverkusen

Die Christuskirche ist ein evangelisches Gotteshaus im Leverkusener Stadtteil Wiesdorf. Sie ist neben dem Matthäus-Gemeindehaus
eine von zwei Gottesdienststätten der Kirchengemeinde Leverkusen-Mitte im Kirchenkreis Leverkusen der Evangelischen Kirche im Rheinland.

## Geschichte
Der Elberfelder Architekt Arno Eugen Fritsche erbaute die Kirche in Anklängen an die norddeutsche Backsteingotik in den Jahren 1904–1906. Insgesamt fanden 700 Besucher in der als Predigtkirche nach dem Erfurter Bauprogramm errichteten Kirche Platz. Die Einweihung war am 8. Juli 1906.
Bei einem Luftangriff im Oktober 1944 wurde die Kirche schwer beschädigt und die Inneneinrichtung völlig zerstört. Der Leverkusener Architekt Wilhelm Fähler entwarf die Pläne für die Neugestaltung des Innenraumes in den Jahren 1948–1949.
Die letzte Renovierung der Kirche im Jahr 2001, bei der der Innenraum vollständig umgestaltet wurde, kostete fast 750.000 DM.